# Xysticus furtivus
Xysticus furtivus är en spindelart som beskrevs av Willis J. Gertsch 1936. Xysticus furtivus ingår i släktet Xysticus och familjen krabbspindlar. Inga underarter finns listade i Catalogue of Life.